# Kimo, le dernier shaman
 (août 2009).
Si vous disposez d'ouvrages ou d'articles de référence ou si vous connaissez des sites web de qualité traitant du thème abordé ici, merci de compléter l'article en donnant les références utiles à sa vérifiabilité et en les liant à la section « Notes et références ».
Kimo, le dernier shaman est une série de romans jeunesse écrits par Lise Baucher-Morency qui compte six tomes dans la première partie publiée au Québec à partir du 11 novembre 2008. Classés « Fantasy », les livres sont également distribués dans les pays européens francophones.

## Résumé
À l'aube de ses quinze ans, Kimo apprend qu'il serait le dernier d'une lignée de puissants shamans. Il découvre une chasse-galerie dans le domaine de sa grand-mère. À bord de ce canot magique, l'adolescent voyage dans le temps pour accomplir différentes missions dans le but de développer son pouvoir. Du jour au lendemain, sa vie banale se transforme en une suite d'aventures palpitantes au cours desquelles il affronte, entre autres, loup-garou, sorcière et monstres. Kimo doit empêcher ses semblables de se laisser séduire par le monde des Ténèbres où ils tomberaient inévitablement sous le joug des dangereux Charmeurs sournois.
Lorsqu'il part en randonnée fantastique, Kimo navigue dans un monde parallèle où son hémophilie est totalement freinée. Afin de le guider et l'aider, les Intangibles, maîtres de la Force lumineuse, lui ont délégué Goren, un cheval noble, très fort et racé. En sa compagnie, l'adolescent franchit graduellement les étapes qui lui donneront tous les pouvoirs d'un grand shaman afin de tracer le fil de son destin.
Tous les récits sont inspirés de légendes populaires du monde et de faits historiques réels.

## Titres
1. Le canot magique, Waterloo, Éditions Michel Quintin, 2008, 190 p. (ISBN 9782894354025)
2. Les prisonniers, Waterloo, Éditions Michel Quintin, 2008, 243 p. (ISBN 9782894354032)
3. La jungle urbaine, Waterloo, Éditions Michel Quintin, 2008, 222 p. (ISBN 9782894354049)
4. Le livre des secrets, Waterloo, Éditions Michel Quintin, 2009, 261 p. (ISBN 9782894354216)